# مردم شونا

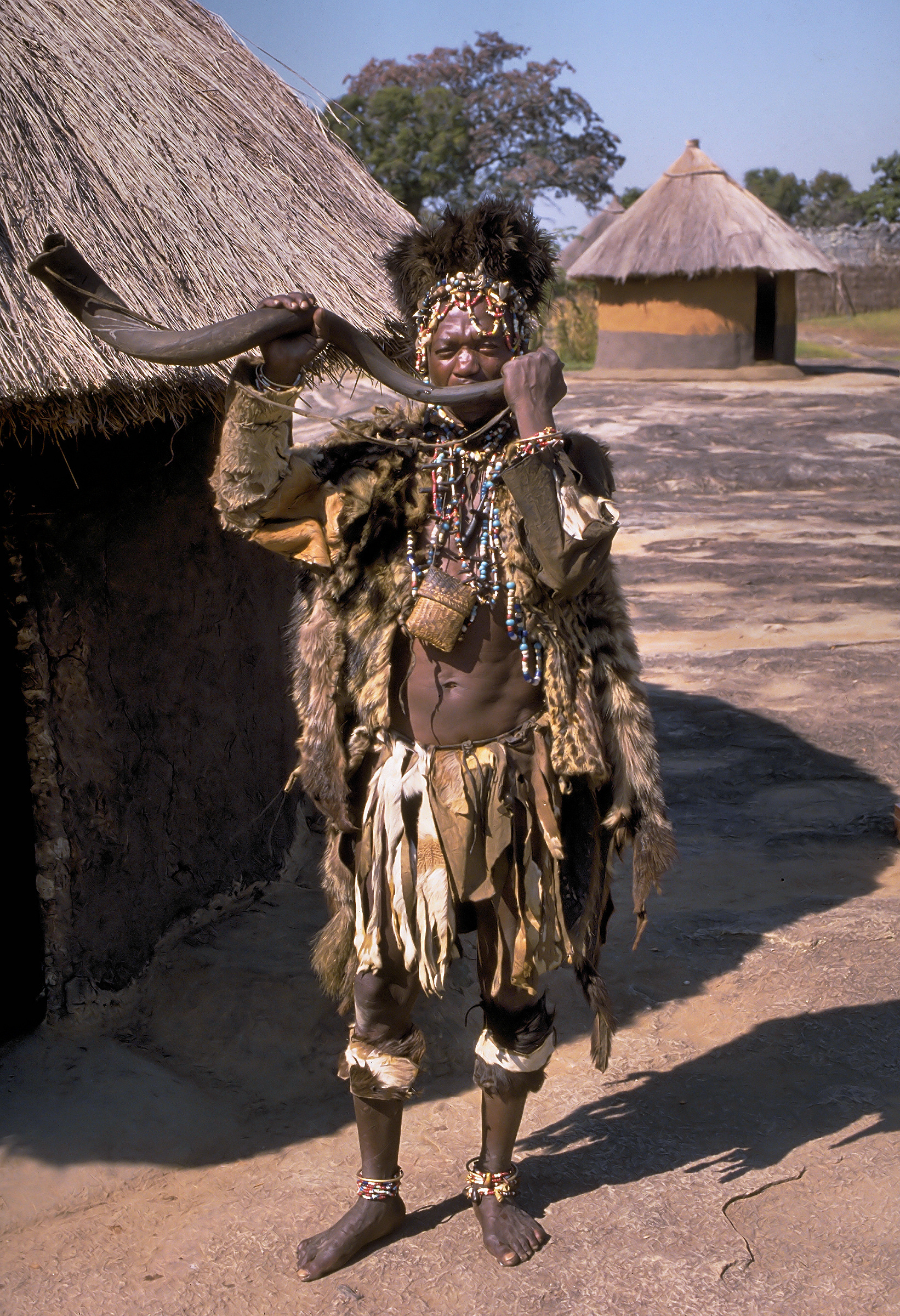
یک نگانگای شونایی

مردم شونا یکی از اقوام بانتو هستند که عمدتاً در آفریقای جنوبی قرار دارند، و بیشتر در زیمبابوه (جایی که اکثر جمعیت این قوم متمرکز است). آنها متشکل از ۵ قوم اصلی هستند، و با گروه‌های دیگر با زبان و فرهنگ مشابه نزدیک و همسایه هستند.